# Барбертоніт
Барбертоні́т — мінерал, водний карбонат магнію та хрому острівної будови.

## Загальний опис
Хімічна формула: Mg6Cr2(OH)16CO3×4H2O. Сингонія гексагональна. Густина 2,1. Твердість 1,5—2,0. Пластинчасті або волокнисті агрегати з довершеною спайністю. Колір рожевий до бузкового. Риса блідо-бузкова до білої. Блиск восковий до перламутрового. Жирний на дотик.

## Поширення
Виявлений в Дундас (Тасманія) і Каапше-Хуп (Трансвааль, ПАР). Асоціює з стихтитом, хромітом, антигоритом.